# Akijo Noguči
Akijo Noguči (v kaně: のぐち　あきよ, * 30. května 1989, Rjúgasaki, Japonsko) je japonská reprezentantka ve sportovním lezení a bronzová medailistka prvních olympijských her. Vicemistryně světa, vítězka světového poháru a mistryně Asie v boulderingu. Vicemistryně Asie a juniorská mistryně světa v lezení na obtížnost. Vítězka Asijských her v kombinaci.

## Výkony a ocenění
- 2006: mistryně Asie
- 2007: vicemistryně světa, vicemistryně Asie
- 2008: vítězka celkového hodnocení světového poháru
- 2009: vítězka celkového hodnocení světového poháru, mistryně Asie
- 2010 na Rock Masteru v italském Arcu získala prestižní mezinárodní ocenění La Sportiva Competition Award za závodní výsledky, vítězka celkového hodnocení světového poháru, mistryně Asie
- 2014: vítězka celkového hodnocení světového poháru
- 2015: vítězka celkového hodnocení světového poháru, vicemistryně Asie
- 2016: nominace na Světové hry 2017 v polské Vratislavi ve dvou disciplínách, mistryně Asie
- 2017: mistryně Asie
- 2018: vítězka Asijských her, vicemistryně Asie
- 2020: bronzová medailistka LOH v Tokiu, kombinace

### Závodní výsledky
| Světové hry | Světové hry |
| Rok         | 2017        |
| ----------- | ----------- |
| Obtížnost   | 6           |
| Bouldering  | 4           |

| Arco Rock Master | Arco Rock Master | Arco Rock Master | Arco Rock Master | Arco Rock Master |
| Rok              | 2009             | 2010             | 2013             | 2014             |
| ---------------- | ---------------- | ---------------- | ---------------- | ---------------- |
| Obtížnost        | —                | —                | 3                | —                |
| Bouldering       | 6                | 3                | —                | 2                |
| Duel             | —                | —                | 5                | —                |

| Mistrovství světa | Mistrovství světa | Mistrovství světa | Mistrovství světa | Mistrovství světa |
| Rok               | 2005              | 2007              | 2009              | 2014              |
| ----------------- | ----------------- | ----------------- | ----------------- | ----------------- |
| Obtížnost         | 3                 | —                 | 8                 | —                 |
| Rychlost          | —                 | —                 | 31                | —                 |
| Bouldering        | —                 | 2                 | 5                 | 3                 |

| Světový pohár          | Světový pohár | Světový pohár | Světový pohár | Světový pohár     | Světový pohár | Světový pohár      | Světový pohár             | Světový pohár     | Světový pohár        | Světový pohár   | Světový pohár | Světový pohár          | Světový pohár        | Světový pohár            |
| Rok                    | 2005          | 2006          | 2007          | 2008              | 2009          | 2010               | 2011                      | 2012              | 2013                 | 2014            | 2015          | 2016                   | 2017                 | 2018                     |
| ---------------------- | ------------- | ------------- | ------------- | ----------------- | ------------- | ------------------ | ------------------------- | ----------------- | -------------------- | --------------- | ------------- | ---------------------- | -------------------- | ------------------------ |
| Obtížnost              | 42-44         | 21            | 24            | 5-6               | 11-12         | 8-9                | 20                        | 13                | 7                    | 10              | 30-31         | x                      | 15                   | 8                        |
| jednotlivě* (0/3/5)    | ,15,          | ,14, 9,16,    | ,12, 17,24,   | ,,5, · 6,5, · 13, | ,,7, · 13,10, | ,,9, · 9,,         | ,6,5,                     | ,5,6, 5,6,        | ,,7, · 9,7, · 5,6,   | ,,4, · 7,6,     | ,13,          | ,,4,                   | ,9, 6,4,             | ,,4, · 7,5,              |
|                        |               |               |               |                   |               |                    |                           |                   |                      |                 |               |                        |                      |                          |
| Rychlost               | —             | —             | —             | —                 | —             | —                  | —                         | —                 | —                    | —               | —             | —                      | —                    | 57                       |
| jednotlivě*            | —             | —             | —             | —                 | —             | —                  | —                         | —                 | —                    | —               | —             | —                      | —                    | ,28,26, 49,39,35, 33,53, |
|                        |               |               |               |                   |               |                    |                           |                   |                      |                 |               |                        |                      |                          |
| Bouldering             | —             | —             | 6             | 2                 | 1             | 1                  | 2                         | 2                 | 2                    | 1               | 1             | 4                      | 3                    | 2                        |
| jednotlivě* (21/16/17) | —             | —             | , · 4,,       | ,6,, · 10,, · ,4, | , · , · ,     | , · 4,4, · 7,, · , | ,6,, · , · 5,, · 7,, · 4, | ,,11, · 7,, · 5,, | ,9,, · , · 4,, · ,4, | , · , · ,4, · , | ,4, · , · ,   | ,,8, · 6,, · ,20, · 4, | , · , · 13,, · 21-22 | , · , · , · ,            |
|                        |               |               |               |                   |               |                    |                           |                   |                      |                 |               |                        |                      |                          |
| Kombinace              | —             | —             | 5             | 1                 | 1             | 2                  | 3                         | 3                 | 2                    | 1               | 2             | x                      | 6                    |                          |

* pozn.: nalevo jsou poslední závody v roce
| Asijské hry | Asijské hry |
| Rok         | 2018        |
| ----------- | ----------- |
| Obtížnost   | (2)         |
| Rychlost    | 17 / (6)    |
| Bouldering  | (1)         |
| Kombinace   | 1           |

| Mistrovství Asie | Mistrovství Asie | Mistrovství Asie | Mistrovství Asie | Mistrovství Asie | Mistrovství Asie | Mistrovství Asie | Mistrovství Asie | Mistrovství Asie |
| Rok              | 2006             | 2007             | 2009             | 2010             | 2015             | 2016             | 2017             | 2018             |
| ---------------- | ---------------- | ---------------- | ---------------- | ---------------- | ---------------- | ---------------- | ---------------- | ---------------- |
| Obtížnost        | 2                | 4                | 2-3              | 2                | 4                | 1                | 2                | 2                |
| Rychlost         | —                | —                | —                | —                | 17               | —                | 22               | 22               |
| Bouldering       | 1                | 2                | 1                | 1                | 2                | 1                | 1                | 5                |

| Mistrovství světa juniorů | Mistrovství světa juniorů | Mistrovství světa juniorů | Mistrovství světa juniorů | Mistrovství světa juniorů | Mistrovství světa juniorů |
| Rok                       | 2003 kat. B               | 2004 kat. B               | 2005 kat. A               | 2006 kat. A               | 2008 juniorky             |
| ------------------------- | ------------------------- | ------------------------- | ------------------------- | ------------------------- | ------------------------- |
| Obtížnost                 | 8                         | 4                         | 3                         | 2                         | 1                         |

| Mistrovství Asie juniorů | Mistrovství Asie juniorů |
| Rok                      | 2005 kat. A              |
| ------------------------ | ------------------------ |
| Obtížnost                | 1                        |
| Rychlost                 | 2                        |

## Galerie

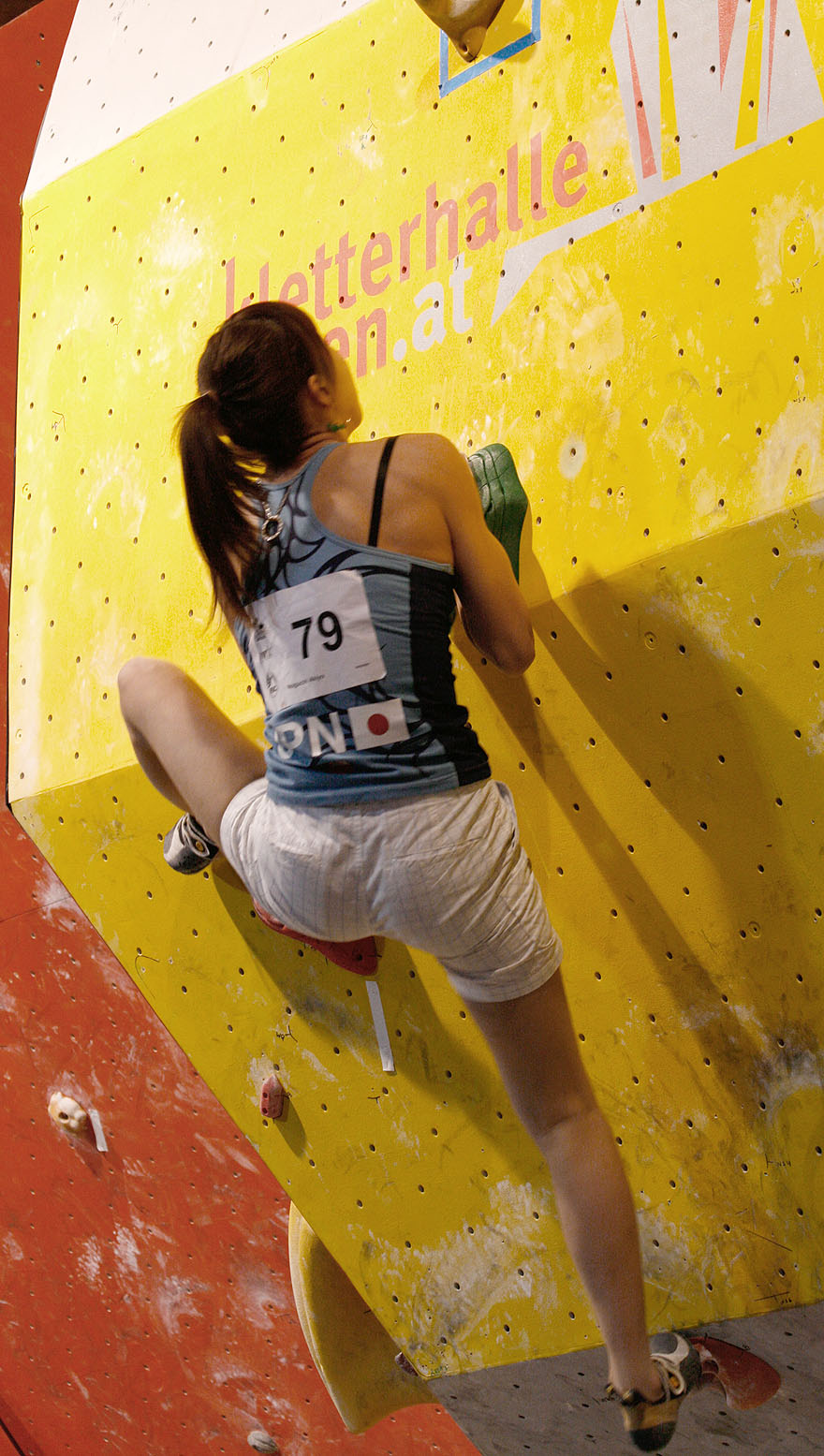
2010
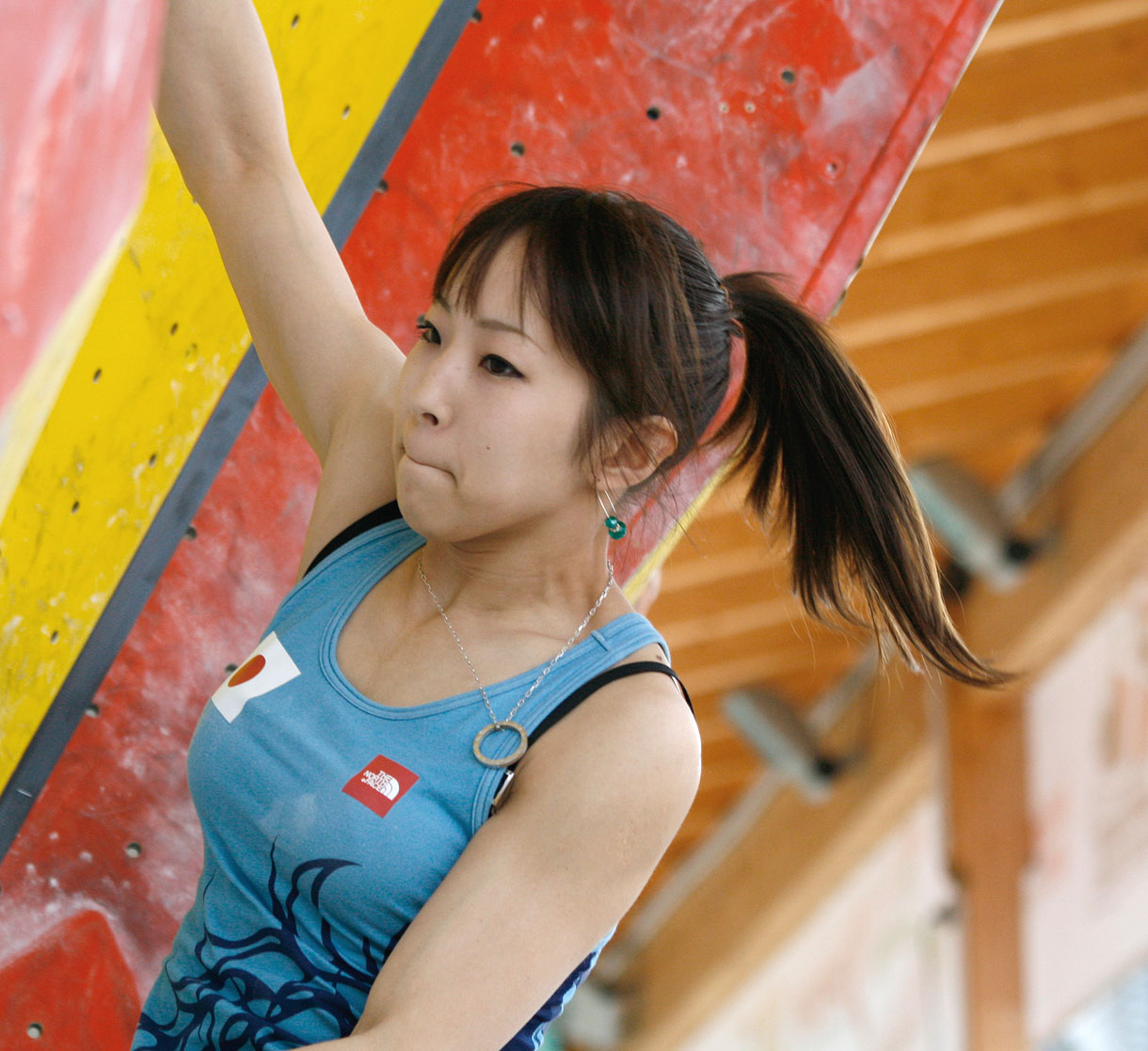
2010
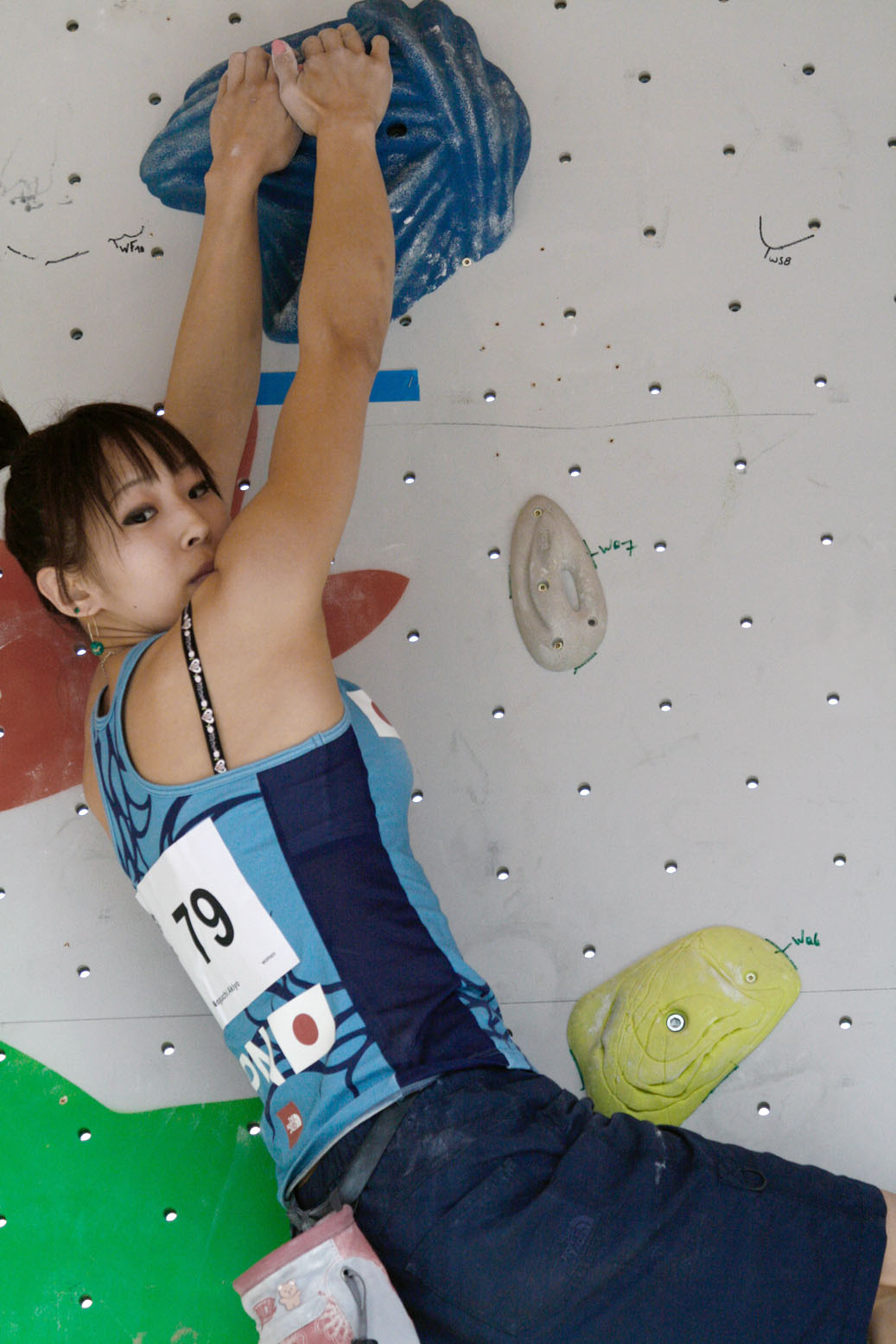
2010
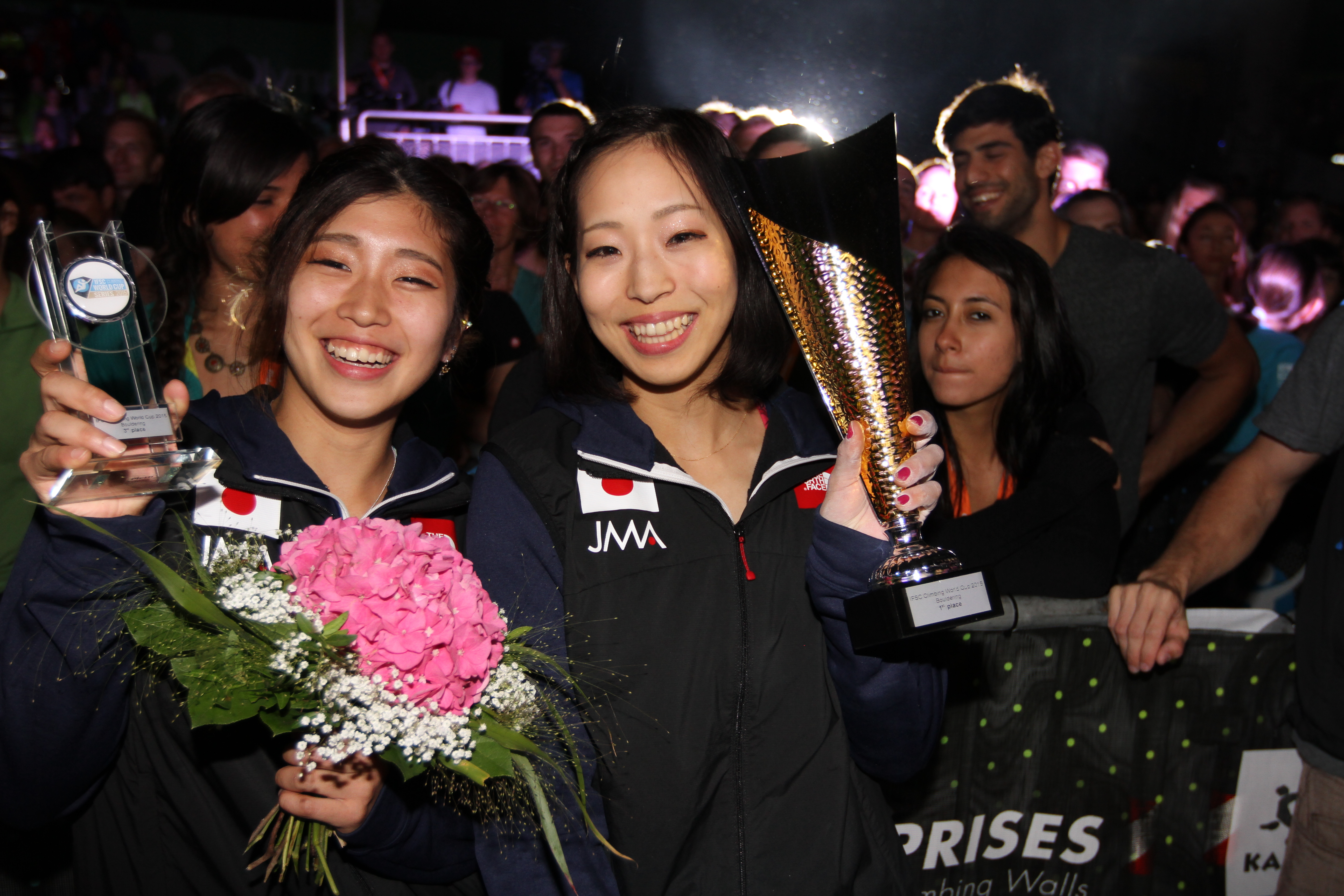
2015
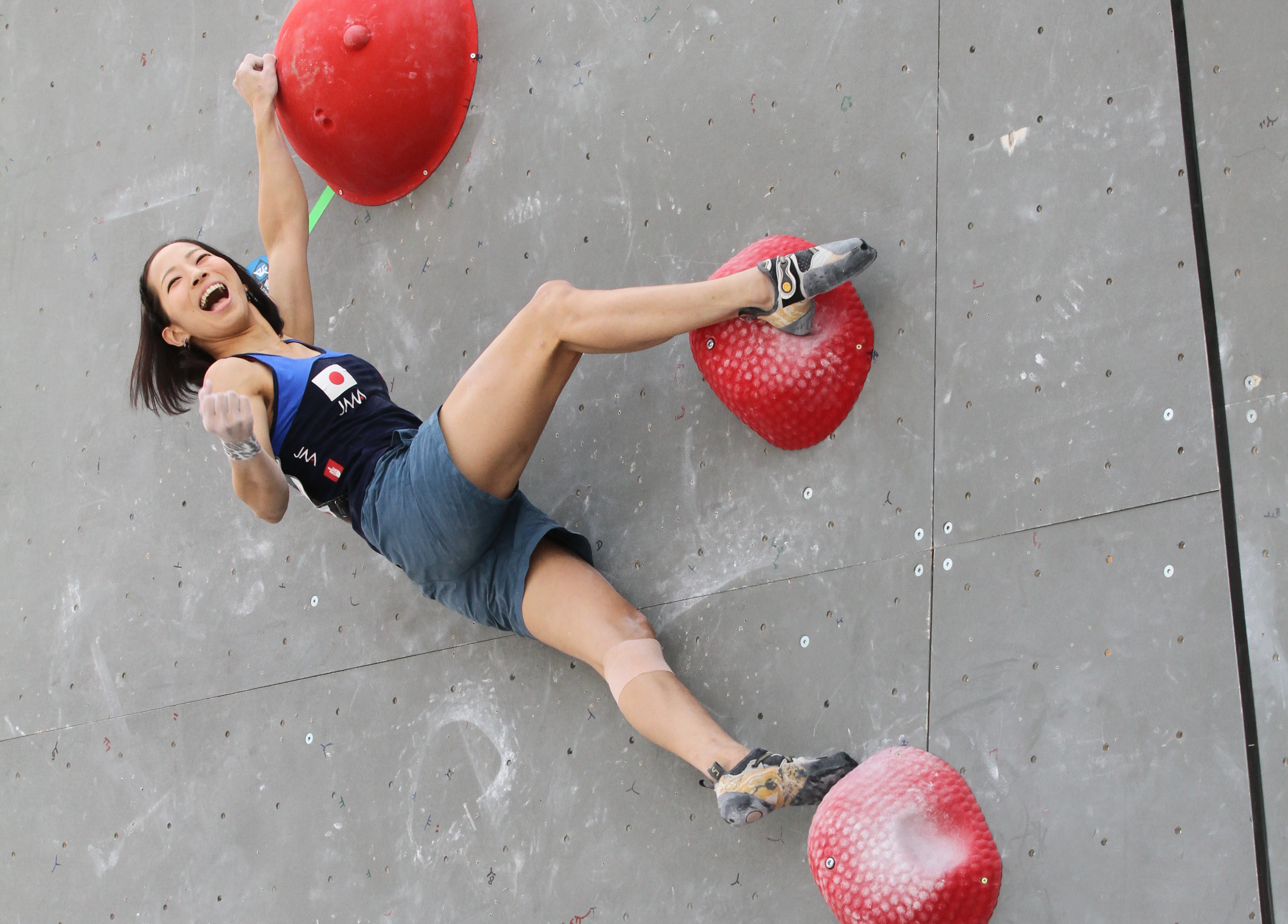
2015
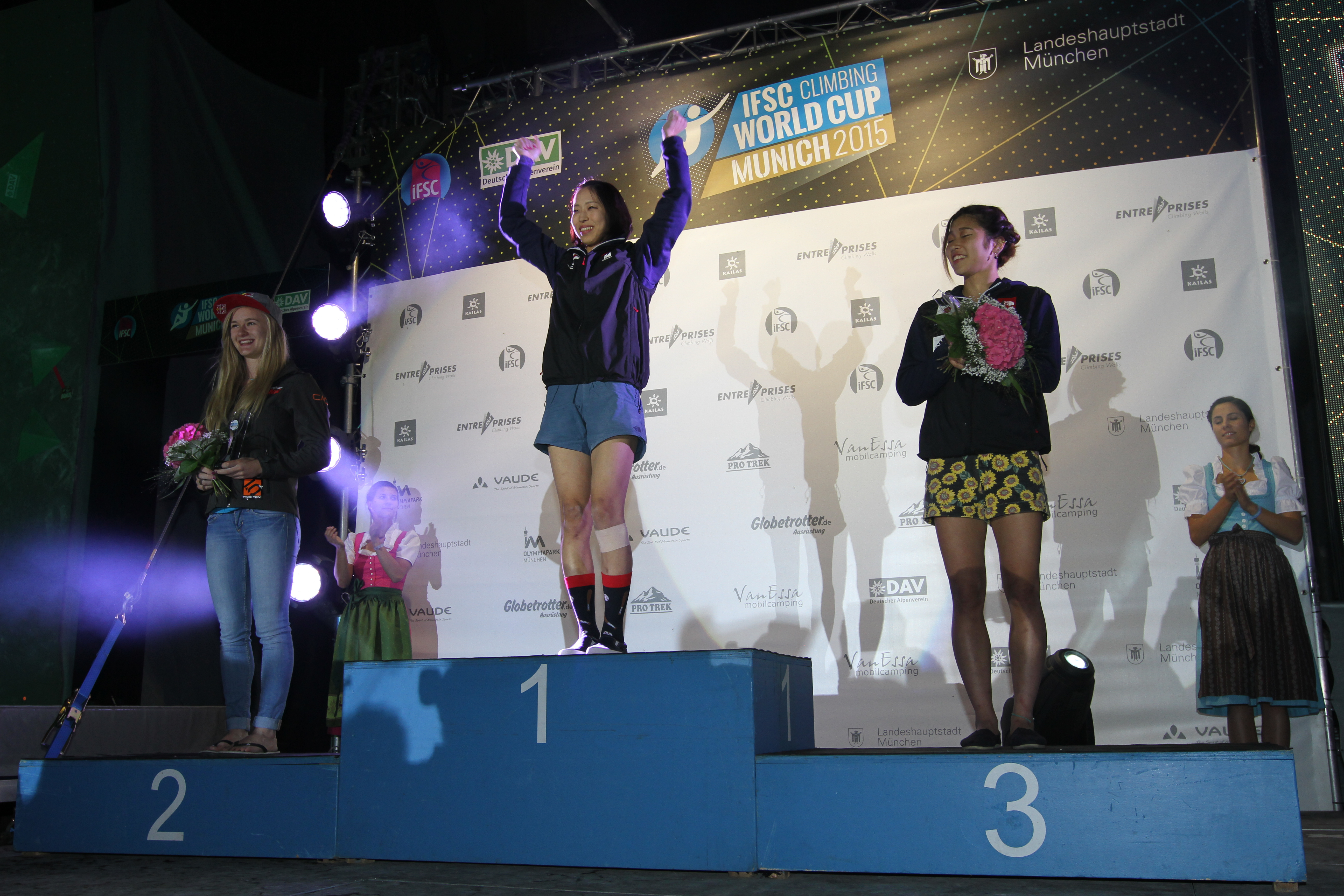
2015
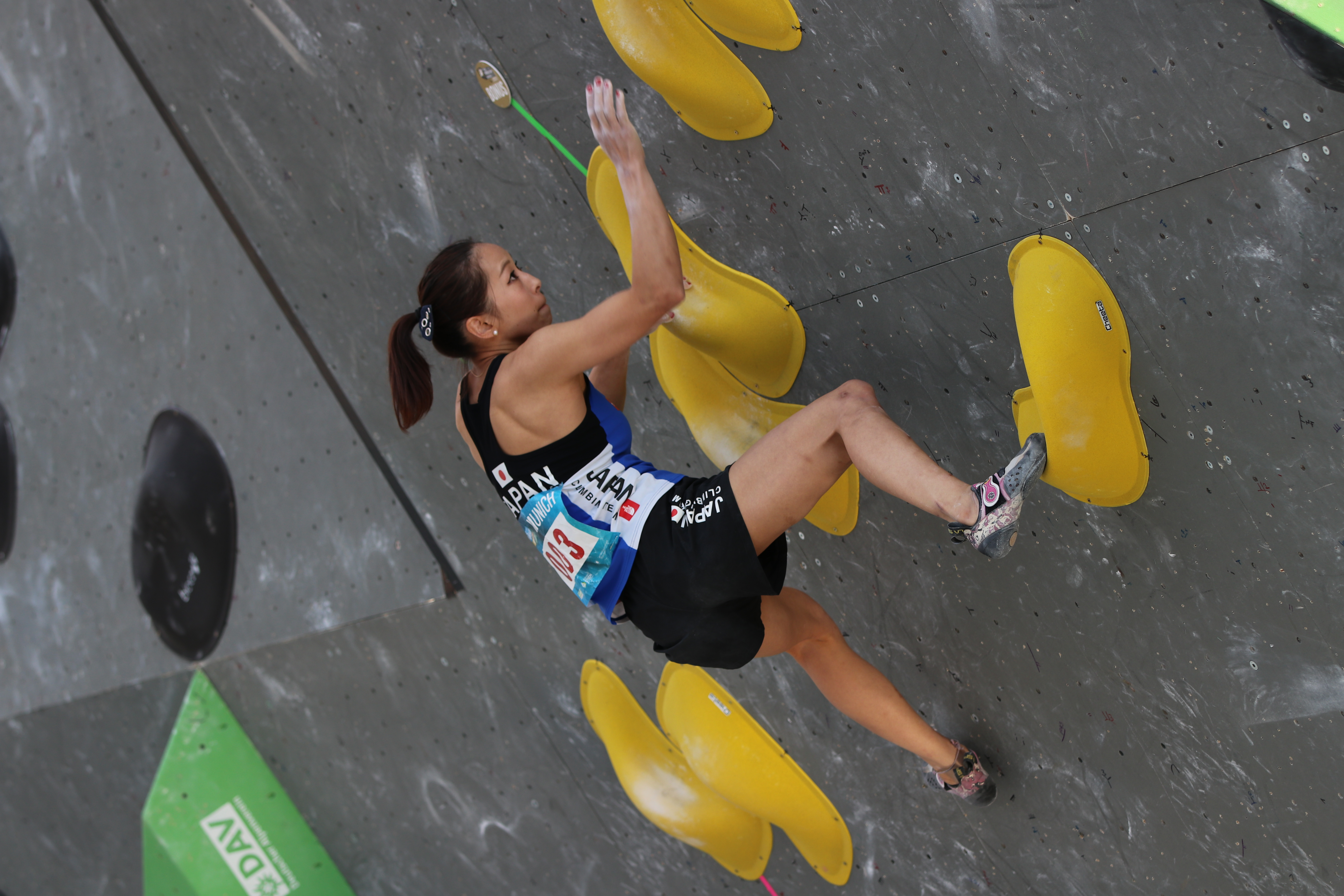
SP 2017 Mnichov